# Jan Kuyckx
Jan Kuyckx (Hasselt, 20 de maig de 1979) és un ciclista belga, que va ser professional del 2002 fins al 2012.

## Palmarès
- 1997
  -  Campió de Bèlgica júnior en contrarellotge
- 1999
  -  Campió de Bèlgica sub-23 en contrarellotge
- 2001
  - Vencedor d'una etapa al Girobio
- 2004
  - Vencedor de 2 etapes a la Volta a La Rioja
  - Vencedor d'una etapa a la Volta a Àustria
- 2005
  - Vencedor d'una etapa a la Volta a Bèlgica
- 2008
  - Vencedor d'una etapa a l'Étoile de Bessèges
- 2010
- 1r al Gran Premi del 1r de maig - Premi d'honor Vic de Bruyne

### Resultats al Giro d'Itàlia
- 2006. 133è de la classificació general